# 恩田彰
恩田 彰（おんだ あきら、1925年1月26日 - 2015年7月20日）は、教育心理学者、東洋大学名誉教授。
東京出身。1948年東京帝国大学文学部心理学科卒、労働科学研究所研究生、1952年川村短期大学助教授、1954年東洋大学文学部助教授、63年教授、1972年「創造性の研究」で東洋大学文学博士。95年定年退任、名誉教授。創造教育学会名誉会長。日本心霊科学協会理事。

## 著書
- 『創造性の研究』恒星社厚生閣 1971
- 『創造心理学』恒星社厚生閣 現代心理学双書 1974
- 『創造性開発の研究』恒星社厚生閣 1980
- 『創造性教育の展開』恒星社厚生閣 1994
- 『禅と創造性』恒星社厚生閣 1995
- 『仏教の心理と創造性』恒星社厚生閣 2001

### 共編著
- 『創造性の開発 あなたのかくれた能力を引き出す法』野村健二共著 講談社ブルーバックス 1964
- 『講座・創造性の教育』編著 明治図書出版 1967
- 『講座創造性の開発』編 明治図書出版 1971
- 『創造的能力 開発と評価』佐藤三郎共編 東京心理 1978
- 井上円了『新校心理療法』校閲解説 群書 1988
- 『東洋の知恵と心理学』編著 大日本図書 シリーズ人間性の心理学 1995
- 『臨床心理学辞典』伊藤隆二共編 八千代出版 1999
- 『心理療法とスピリチュアルな癒し 霊的治療文化再考』實川幹朗編 賀陽濟,上月游晏,又吉正治,松本京子共著 春秋社 2007

### 翻訳
- J.A.スミス『創造的授業の条件設定 創造性教育の理論と方法』黎明書房 1973
- J.L.アダムス『創造的思考の技術』ダイヤモンド社 1983

## 論文
- Cinii

## 注
1. ↑  http://www.bukkyoshinri.org/images/PDFs/bp_newsletter_no_14.pdf
2. ↑  『現代日本人名録』